# Burghart Schmidt (historien)
Pour les articles homonymes, voir Schmidt et Burghart Schmidt.
Burghart Schmidt, né le 1er mars 1962 à Hambourg, est un historien moderniste allemand.
Ex-vice-président délégué aux relations internationalesde l’université Paul-Valéry Montpellier III,, ses travaux couvrent des champs thématiques variés de la fin du Moyen Âge jusqu’à l’époque contemporaine.

## Biographie
Burghart Schmidt a passé sa jeunesse dans la ville hanséatique de Brême. De 1982 à 1987 il fit des études d’histoire, de géographie et de philosophie à l’université Michel de Montaigne Bordeaux-III.
Docteur ès lettres en 1998 à l’université de Hambourg avec une étude sur l´époque de la Révolution française et de Napoléon Bonaparte, il est habilité à diriger des recherches depuis 2004, à la suite de travaux portant sur la sorcellerie à l´époque moderne et sur la littérature du XIXe siècle. En 1998 il enseigna successivement à l´université de Hambourg et à l’université Helmut Schmidt (université de l’armée allemande) ainsi qu´en tant que professeur invité à l'université Michel de Montaigne Bordeaux-III et à l'université de Bretagne Sud. Nommé en 2006 professeur d´histoire moderne à l´université Paul-Valéry Montpellier III, il est vice-président délégué aux relations internationales de cette université depuis 2008. Fondateur d´un Centre de recherches sur la sorcellerie et l´histoire criminelle en Allemagne du Nord en 2001, il est actuellement membre du Centre de recherches interdisciplinaires C.R.I.S.E.S.
Il a été nommé chevalier dans l´Ordre des Palmes académiques en raison de son engagement dans la coopération universitaire franco-allemande.

## Distinctions
- Chevalier de l'ordre des Palmes académiques

## Publications (extrait)
- (de) Hamburg im Zeitalter der Französischen Revolution und Napoleons 1789-1813, vol. 2, Hambourg, Verlag Verein für Hamburgische Geschichte, 1998, 432 p. (ISBN 3-923356-87-0, lire en ligne)
- (de) En codirection avec Katrin Möller, Realität und Mythos. Hexenverfolgung in der Frühen Neuzeit, Hambourg, 2003 (ISBN 3-934632-04-1, lire en ligne)
- (de) Norddeutsche Unterschichten im Spannungsfeld von Krieg, Okkupation und Fremdherrschaft : mit einer Einführung über die Militärgeschichtsschreibung der Gegenwart, Hambourg, 2004, 123 p. (ISBN 3-934632-07-6, lire en ligne)
- (de) Ludwig Bechstein und die literarische Rezeption frühneuzeitlicher Hexenverfolgung im 19. Jahrhundert, Hambourg, 2004, 412 p. (ISBN 3-934632-09-2, lire en ligne)
- En codirection avec Isabelle Richefort, Les relations entre la France et les villes hanséatiques de Hambourg, Brême et Lübeck (Moyen Âge – XIXe siècle), Brüssel, 2006 (ISBN 90-5201-286-5, lire en ligne)
- (de) Menschenbilder- Menschenrechte von der Antike bis zur Gegenwart, Hambourg, 2006, 335 p. (ISBN 3-934632-10-6, lire en ligne)
- (de) Mittelständische Wirtschaft, Handwerk und Kultur im baltischen Raum, Hambourg, 2006 (ISBN 3-934632-13-0, lire en ligne)
- (de) En codirection avec Bernard Lachaise, Bordeaux – Hamburg. Zwei Städte und ihre Geschichte, Hambourg, 2007 (ISBN 978-3-934632-20-2 et 3-934632-20-3, lire en ligne)
- (de) En codirection avec Jürgen Hogeforster, Mehrdimensionale Arbeitswelten im baltischen Raum. Von der Geschichte zur Gegenwart und Zukunft, Hambourg, 2007 (ISBN 978-3-934632-22-6 et 3-934632-22-X, lire en ligne)
- (de) Wissenstransfer und Innovationen rund um das Mare Balticum. Von der Geschichte zur Gegenwart und Zukunft, Hambourg, 2007, 266 p. (ISBN 978-3-934632-26-4 et 3-934632-26-2, lire en ligne)
- (de) En codirection avec Rolf Schulte, Hexen, Hexenverfolgung und magische Vorstellungswelten im modernen Afrika : Witches, witch-hunts and magical imaginaries in modern Africa, Hambourg, Dobu Wissenschaftlicher Verl., 2008, 255 p. (ISBN 978-3-934632-15-8 et 3-934632-15-7, lire en ligne)